# アメリカ地理学会
アメリカ地理学会（英語: Association of American Geographers、AAG）は、1904年に地理学と関連分野への理解・研究・重要性を高めることを目的に設立された、非営利の学会及び教育組織。本部はアメリカ合衆国ワシントンD.C.にある。1911年に制定された学会のロゴは、ベルクハウス星型図法で描かれた星形の世界地図を採用している。
2019年 - 2020年の会長は、David H. Kaplan（ケント州立大学）である。

## 歴史
1904年12月29日にペンシルベニア州フィラデルフィアで設立された。創設者は地形輪廻の概念を提唱したウィリアム・モーリス・ディヴィスで、地質学からの地理学の独立に尽力した。1948年12月29日にアメリカ職業地理学者協会（American Society of Professional Geographers、ASPG）とウィスコンシン州マディソンで合併した。ASPGは、当時のAAGが入会に資格会員制をとっていて、業績面で入れなかった若手研究者のための組織作りを目指したエドワード・アッカーマンの意志を継いで1943年に設立されたが、戦後AAGの会員数を大きく上回るようになり、危機感を抱いたAAGの働きかけにより合併した。
1980年代にアメリカの学力低下が顕著になったことから、地理教育の面で改善しようと全米地理教育協議会（NCGE）とともに「地理教育ガイドライン」（Guidelines for geographic education）を発表、ARGUSという中等学校向けの地理教材を1995年に完成させた。

## 会員
60か国以上の国々から10,000人以上の研究者が参加する北アメリカ最大の地理学会になっている。AAGの会員は地理学者と、公的・私的・学界で活動する関連分野の研究者から構成される。彼らの職業の幅は広く、世界中からコミュニティ・カレッジの講師、連邦政府、州政府、地方公共団体の職員、プランナー、地図製作者、科学者、非営利団体職員、起業家、ビジネスマン、小学校や中等学校の教員、大学院生、退職者、大学理事など多彩である。

## 部会
AAGは60以上の特別・関連部会を有し、地域または地理学に関する話題を共有する任意団体への参加を行っている。
以下に特別部会の一例を示す。
- 地図製作
- 文化・政治生態学
- 文化地理学
- 経済地理学
- エネルギーと環境
- 歴史地理学
- 政治地理学
- 村落地理学
- 水資源

## 出版物
Annals of the American Association of Geographers（アメリカ地理学会年報）と The Professional Geographer（ザ・プロフェッショナル・ジオグラファー）が学会の機関誌である。

## 関連人物
- ダウエント・ホイットルセー - Annals of the Association of American Geographersの編集編集委員長を務めた[10]。
- チャールズ・ソーンスウェイト - 名誉会長[11]

### 会長経験者
- エルズワース・ハンティントン
- カール・O・サウアー - 第37代会長[12]。
- リチャード・ハーツホーン - AAGとASPGの合併に尽力し、合併後のAAG会長に就任[7]。
- チョーンシー・ハリス - AAGとASPGの合併に尽力[13]。
- グレン・トマス・トレワーサ
- レジナルド・ゴリッジ